# Albert Post (Politiker)
Albert Post (* 29. Oktober 1896 in Hesel-Südermoor; † 7. September 1992 in Westerstede) war ein deutscher Politiker (FDP). Er war von 1947 bis 1970 Abgeordneter im Landtag von Niedersachsen.

## Leben
Post besuchte die Volksschule und machte danach eine zweijährige Ausbildung im Bereich der Drainage und Entwässerung in Wiesmoor. Nach einer Weiterbildung in der Landwirtschaft in mehreren Betrieben wurde er zur Armee eingezogen und kämpfte im Ersten Weltkrieg. Nach dem Krieg war er wieder in der Landwirtschaft tätig. Im Jahr 1925 erwarb er einen eigenen landwirtschaftlichen Betrieb. Nach dem Zweiten Weltkrieg war er ab Oktober 1947 Bürgermeister der Großgemeinde Westerstede. Er war zu dieser Zeit stellvertretender Landesvorsitzender der FDP in Niedersachsen.

## Wirken
Post war in den ersten sechs Wahlperioden Abgeordneter im Niedersächsischen Landtag, insgesamt vom 20. April 1947 bis zum 20. Juni 1970. Von 1947 bis 1951 war er Vorsitzender des Ausschusses für Wohnungs- und Siedlungswesen. Danach war er von 1951 bis 1967 Vorsitzender des Ausschusses für Aufbau- und Siedlungswesen. In der Fraktion war er von 1953 bis 1957 und von 1958 bis 1967 stellvertretender Vorsitzender der FDP-Landtagsfraktion. In seiner letzten Wahlperiode war er außerdem Alterspräsident des Niedersächsischen Landtages.
Für seine Verdienste wurde ihm das Große Verdienstkreuz des Verdienstordens der Bundesrepublik Deutschland und das Große Verdienstkreuz des Niedersächsischen Verdienstordens verliehen.